# Eamonn Walker
Eamonn Walker (nascido em 12 de Junho de 1962) é um ator inglês de cinema, televisão e teatro. Nos Estados Unidos, é conhecido por interpretar Kareem Said na série de televisão Oz e o Comandante Wallace Boden, de Chicago Fire.

## Filmografia

### Televisão
- Dempsey & Makepeace (1985)
- Dramarama' (1986)
- In Sickness and in Health (1985–1987)
- Bulman (1987)
- Tales of the Unexpected (1988)
- The Bill (1988–1989)
- Bergerac (1991)
- Love Hurts (1992)
- The Old Boy Network (1992)
- Birds of a Feather (1993)
- One Foot in the Grave (1993)
- Martin (1994)
- The Detectives (1995)
- Goodnight Sweetheart (1995)
- The Governor (1995–1996)
- Supply & Demand (1997 and 1998)
- Oz (1997–2003)
- Homicide: Life on the Street (2000)
- Othello (2001)
- The Jury (2004)
- Rose and Maloney (2004)
- ER (2006)
- Justice (2006)
- Bonekickers (2008)
- Moses Jones (2009)
- Kings (2009)
- The Whole Truth (2010)
- Lights Out (2011)
- Chicago Fire (2012–2024)

### Filmes
- Young Soul Rebels (1991)
- Shopping (1994)
- Once in the Life (2000)
- Unbreakable (2000)
- Whitewash: The Clarence Bradley Story (2002)
- Tears of the Sun (2003)
- Lord of War (2005)
- Duma (2005)
- Cadillac Records (2008)
- The Messenger (2009)
- Blood and Bone (2009)
- Legacy (2010)
- A Lonely Place to Die (2010)
- The Company Men  (2010)